# Orde van Ambachtelijke Verdienste (Frankrijk)

Commandeur (lint)

Officiers (lint)

Ridder (lint)

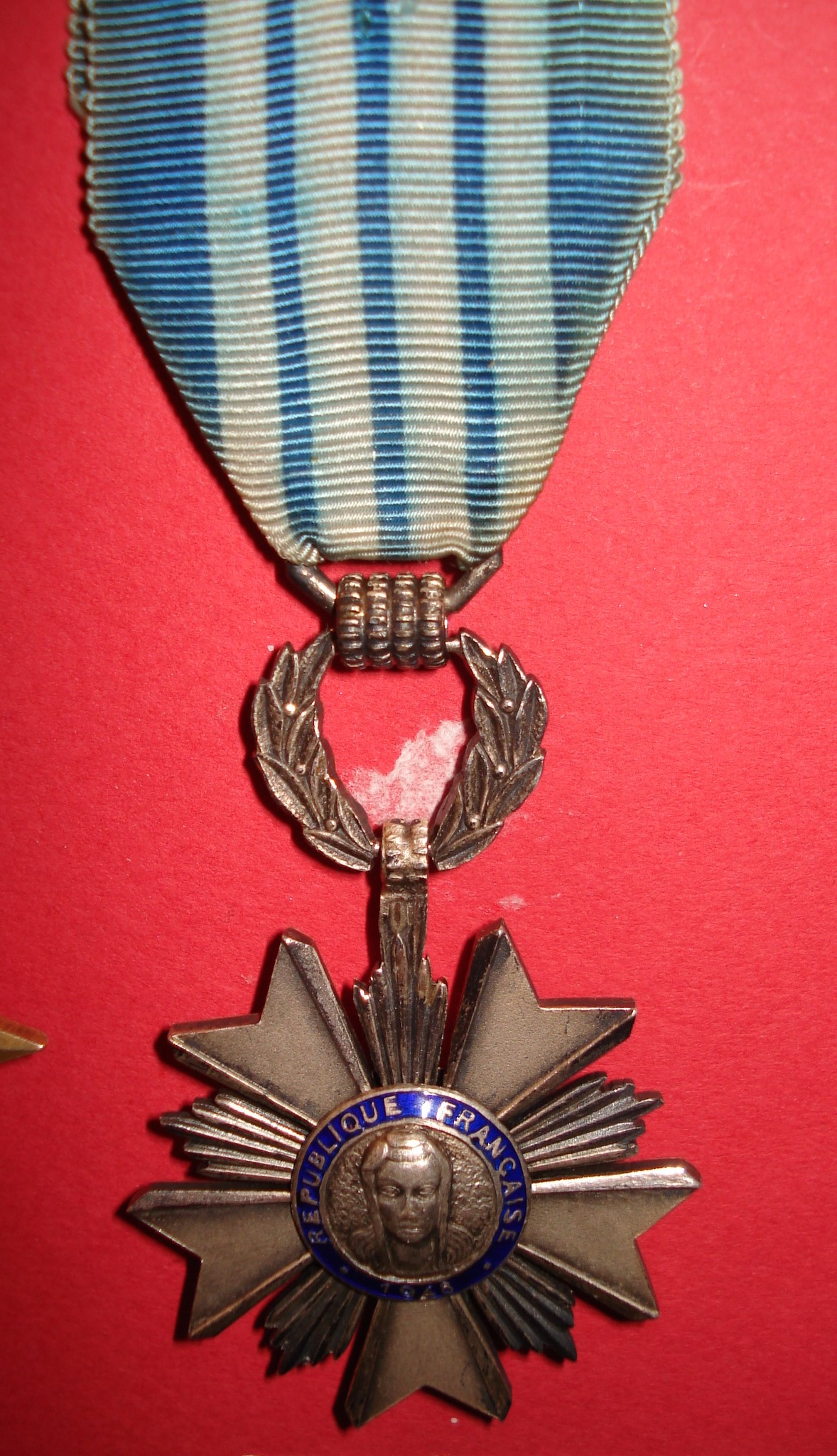
Orde van Ambachtelijke Verdienste

De Orde van Ambachtelijke Verdienste (Frans: Ordre du Mérite artisanal) was een van de negentien ministeriële orden van de Franse republiek. De orde werd aan Fransen en vreemdelingen verleend voor het behouden en bevorderen van ambachtelijke vaardigheden en kwaliteit van de werkomstandigheden in de bedrijfstak. Ook ambachtslieden die zich door hun werk onderscheiden en diegenen die door hun langdurige inzet een bijdrage aan de maatschappij hadden geleverd kwamen voor de onderscheiding in aanmerking. Na 1 januari 1964 werd de onderscheiding niet meer verleend.

## De drie rangen van de orde
- Commandeur - De commandeur draagt een groot uitgevoerd gouden kleinood van de orde aan een lint om de hals.
- Officier - De officier draagt een gouden kleinood aan een lint met een rozet op de linkerborst.
- Ridder - De ridder draagt hetzelfde kleinood aan een lint op de linkerborst.

De ridders moesten ten minste 40 jaar oud zijn en 20 jaar actief zijn geweest in het ambacht. Na 8 jaar konden zij worden bevorderd tot officier en na nogmaals 5 jaar konden zij commandeur worden.
In bijzondere gevallen werd een uitzondering gemaakt.
Ieder jaar werden 70 ridders, 13 officieren en 2 commandeurs benoemd.

## De versierselen van de orde
Het kleinood van de orde was een gouden of zilveren vijfarmig kruis met stralen tussen de armen.
Op het kruis ligt een medaillon met een afbeelding van Marianne en de woorden "REPUBLIQUE FRANCAISE . 1948". De keerzijde draagt de woorden "MERITE ARTISANAL . LABEUR . QUALITE".
Het ontwerp was van de hand van de juweliersfirma Aubert en de graveur Gautier.
De seculiere Franse Republiek kende geen ridderorden die de traditionele vorm van een kruis hebben. Daarom werd bij de vormgeving van deze door Georges Guiraud ontworpen decoratie voor een kleinood in de vorm van een vijfarmig kruis gekozen.